# Under Rug Swept
Under Rug Swept, musikalbum av Alanis Morissette som släpptes den 26 februari 2002.

## Låtlista
1. "21 Things I Want in a Lover"
2. "Narcissus"
3. "Hands Clean"
4. "Flinch"
5. "So Unsexy"
6. "Precious Illusions"
7. "That Particular Time"
8. "A Man"
9. "You Owe Me Nothing in Return"
10. "Surrendering"
11. "Utopia"